# Rochefort-Samson
Pour les articles homonymes, voir Rochefort.
Rochefort-Samson est une commune française située dans le département de la Drôme, en région Auvergne-Rhône-Alpes.

## Géographie
La commune, traversée par le 45e parallèle nord, est de ce fait située à égale distance du pôle Nord et de l'équateur terrestre (environ 5 000 km).

### Localisation
La commune est à 14 km au sud-est de Romans-sur-Isère, à 15 km au nord-est de Chabeuil et à 31 km à l'est de Valence.

### Relief et géologie
Sites particuliers :
- Col de la Sambie
- Col de Sonnaize
- Gorges de Combe d'Oyans
- la Condamine (647 m)
- le Peu (441 m)
- Montagne de l'Épenet
- Montagne de Morretet (832 m)
- Montagne de Musan
- Montagne des Ussets[2]
- Pas de Bouvaret
- Pas du Loup
- Pas Rochas
- Peyros (607 m)
- Pierre Colombe (639 m)
- Rocher de l'Aiguille
- Rocher des Deux Sœurs (1 330 m)[2]
- Serre du Crey
- Totet (696 m).

### Hydrographie
La commune est arrosée par les cours d'eau suivants :
- Ravin de Clément
- Ravin de Combe
- Ravin de Combe Arnaud
- Ravin de Darbonnet
- Ravin de la Carrou
- Ravin de Rochas
- Ravin des Fourches
- Ravin des Praux
- Ruisseau de Béaure
- Ruisseau de Combe d'Oyans
- Ruisseau de Fleurs
- Ruisseau de la Guignardière
- Ruisseau d'Ozon

### Climat
Pour des articles plus généraux, voir Climat d'Auvergne-Rhône-Alpes et Climat de la Drôme.
En 2010, le climat de la commune est de type climat méditerranéen altéré, selon une étude du Centre national de la recherche scientifique s'appuyant sur une série de données couvrant la période 1971-2000. En 2020, Météo-France publie une typologie des climats de la France métropolitaine dans laquelle la commune est exposée à un climat de montagne ou de marges de montagne et est dans une zone de transition entre les régions climatiques « Moyenne vallée du Rhône » et « Alpes du nord ». 
Pour la période 1971-2000, la température annuelle moyenne est de 11,2 °C, avec une amplitude thermique annuelle de 17,1 °C. Le cumul annuel moyen de précipitations est de 1 032 mm, avec 8,7 jours de précipitations en janvier et 6,1 jours en juillet. Pour la période 1991-2020, la température moyenne annuelle observée sur la station météorologique installée sur la commune est de 12,4 °C et le cumul annuel moyen de précipitations est de 1 024,4 mm,. Pour l'avenir, les paramètres climatiques de la commune estimés pour 2050 selon différents scénarios d'émission de gaz à effet de serre sont consultables sur un site dédié publié par Météo-France en novembre 2022.
| Mois                                  | jan.           | fév.           | mars            | avril         | mai           | juin          | jui.          | août          | sep.          | oct.            | nov.            | déc.           | année      |
| ------------------------------------- | -------------- | -------------- | --------------- | ------------- | ------------- | ------------- | ------------- | ------------- | ------------- | --------------- | --------------- | -------------- | ---------- |
| Température minimale moyenne (°C)     | 0,6            | 0,8            | 3,4             | 5,8           | 9,6           | 13,1          | 15,3          | 15,3          | 11,8          | 8,7             | 4,3             | 1,4            | 7,5        |
| Température moyenne (°C)              | 3,9            | 4,7            | 8,3             | 11,3          | 15,2          | 19,1          | 21,7          | 21,6          | 17,2          | 13,1            | 7,8             | 4,6            | 12,4       |
| Température maximale moyenne (°C)     | 7,2            | 8,6            | 13,2            | 16,7          | 20,8          | 25,2          | 28,2          | 27,9          | 22,7          | 17,4            | 11,3            | 7,8            | 17,2       |
| Record de froid (°C) date du record   | −10 04.01.1993 | −14,5 05.02.12 | −12,7 01.03.05  | −4,6 08.04.21 | −0,2 07.05.19 | 3,3 03.06.06  | 7,8 17.07.00  | 6 31.08.1995  | 3 30.09.1995  | −2,6 30.10.1997 | −7,8 23.11.1998 | −11,6 30.12.05 | −14,5 2012 |
| Record de chaleur (°C) date du record | 18,9 10.01.15  | 20,6 23.02.20  | 24,7 25.03.1994 | 29,1 28.04.12 | 31,9 30.05.01 | 37,6 27.06.19 | 37,4 24.07.19 | 41,8 13.08.03 | 32,3 04.09.16 | 28,7 09.10.23   | 23,1 12.11.1995 | 19,7 07.12.00  | 41,8 2003  |
| Précipitations (mm)                   | 63,3           | 50,5           | 65,4            | 91,7          | 105,6         | 80,2          | 73,4          | 73,9          | 113,9         | 126,4           | 117             | 63,1           | 1 024,4    |

## Urbanisme

### Typologie
Au 1er janvier 2024, Rochefort-Samson est catégorisée commune rurale à habitat dispersé, selon la nouvelle grille communale de densité à 7 niveaux définie par l'Insee en 2022.
Elle est située hors unité urbaine. Par ailleurs la commune fait partie de l'aire d'attraction de Romans-sur-Isère, dont elle est une commune de la couronne,. Cette aire, qui regroupe 30 communes, est catégorisée dans les aires de 50 000 à moins de 200 000 habitants,.

### Occupation des sols
L'occupation des sols de la commune, telle qu'elle ressort de la base de données européenne d’occupation biophysique des sols Corine Land Cover (CLC), est marquée par l'importance des forêts et milieux semi-naturels (57 % en 2018), une proportion sensiblement équivalente à celle de 1990 (57,3 %). La répartition détaillée en 2018 est la suivante : forêts (44,1 %), terres arables (20,9 %), zones agricoles hétérogènes (16,6 %), milieux à végétation arbustive et/ou herbacée (12,9 %), prairies (4,5 %), zones urbanisées (1,1 %). L'évolution de l’occupation des sols de la commune et de ses infrastructures peut être observée sur les différentes représentations cartographiques du territoire : la carte de Cassini (XVIIIe siècle), la carte d'état-major (1820-1866) et les cartes ou photos aériennes de l'IGN pour la période actuelle (1950 à aujourd'hui).

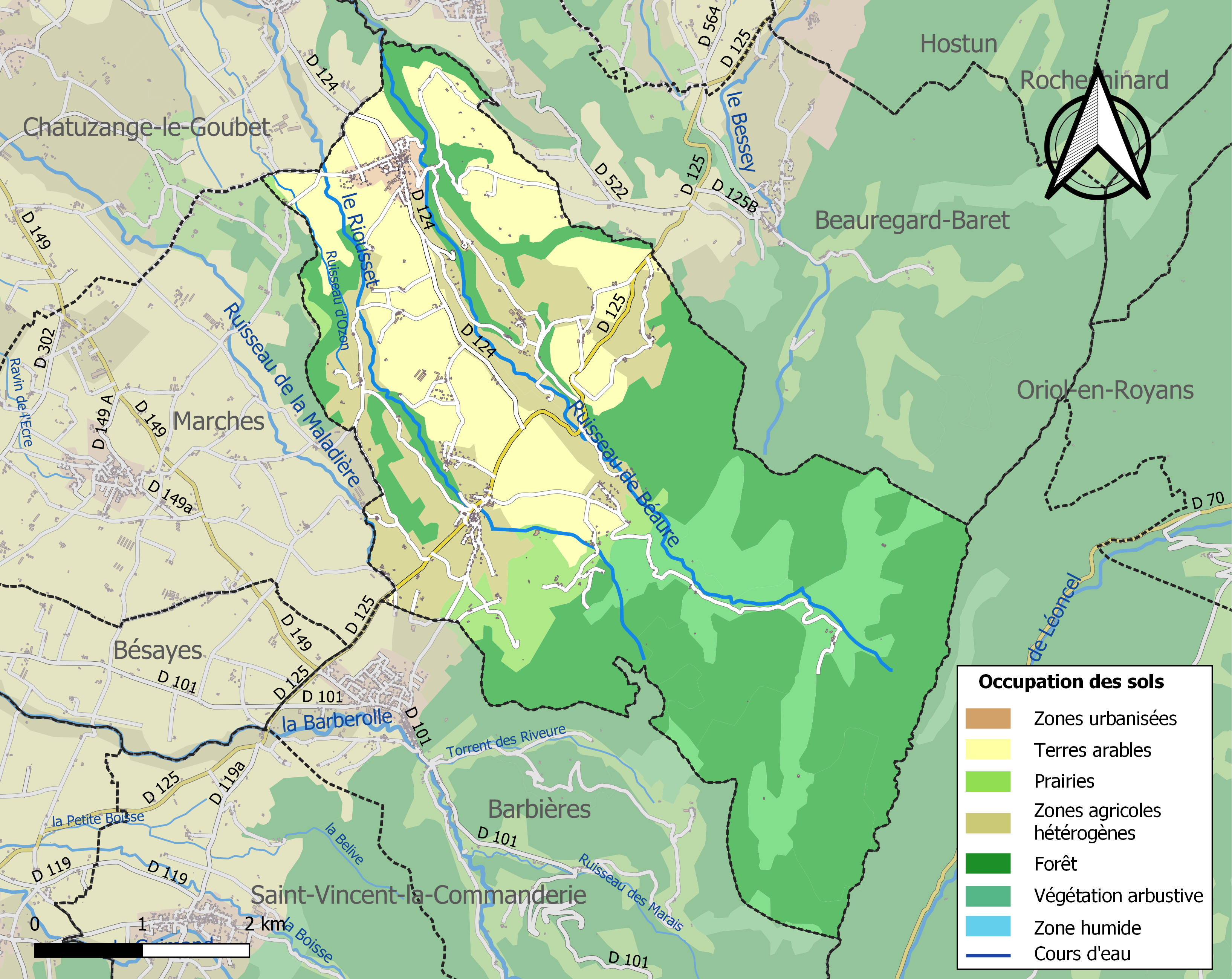
Carte des infrastructures et de l'occupation des sols de la commune en 2018 (CLC).

### Morphologie urbaine

#### Quartiers, hameaux et lieux-dits
Site Géoportail (carte IGN) :
- Abri du Col de Sonnaize
- Beaufavier
- Carrefour de létrat
- Château de Rochefort
- Château Gaillard
- Chemin des Blaches
- Chemin du Col de la Sambie
- Coly
- Combe Rebin
- Coquat
- Croix Blanche
- Croix des Frémonds
- Ferme du Col
- Fleurs
- Fontaine de la Tourne
- Font Pourcel
- Grimeaud
- Izerette
- la Garenne
- la Grand Font
- la Motte
- la Perrière
- la Rapinière
- la Tourne
- le Col
- le Martinet
- le Moulin Blanc
- les Aires
- les Alleux
- les Artailles
- les Bernards
- les Bessets
- les Blaches
- les Bois
- les Bouchiers
- les Buis
- les Combes
- les Ducs
- les Favons
- les Frémonds
- les Gardettes
- les Maillots
- les Marelles
- les Marnes
- les Pignes
- les Ravets
- les Reys
- les Rives
- les Souffleuses
- les Terrets
- les Tuilières
- les Vallets
- l'Évêque
- Moréol
- Plan de Saint-Mamans
- Saint-Genis
- Saint-Mamans
- Sentier du Pas de Bouvaret
- Serrenards
- Source de Font Pourcel
- Suchoux
- Totet
- Verdu

### Voies de communication et transports
La commune est desservie par les routes départementales D 124 et D 125.

## Toponymie

### Attestations
Dictionnaire topographique du département de la Drôme :
- 1046 : mention du village et de l'église : locus qui dicitur ad Sanctum Solutorem (cartulaire de Romans, 139) ;
- XIIe siècle : mention de l'église et du mandement : ecclesia Sancti Solutoris in mandamento de Rochafort (cartulaire de Romans, 274) ;
- 1240 : mention de la paroisse : parrochia Sancti Solutoris (cartulaire de Romans, 370) ;
- XIIIe siècle : mention de l'église : Sant-Sol (cartulaire des hospitaliers, 80) ;
- 1306 : mention de l'église : de Sancto Solutore (cartulaire des hospitaliers, 386) ;
- 1395 : Rochefort le Neuf (inventaire de la chambre des comptes) ;
- 1418 : mention de l'église : Sansour (archives de la Drôme, E 337) ;
- XVe siècle : mention de la paroisse : capella Sancti Salvatoris de Ruppe Forti (pouillé de Valence) ;
- 1477 : mention de l'église : Sainct Solutor (inventaire de Saint-Apollinaire [Valence], 1019) ;
- 1533 : mention du village et de l'église : burgum Sancti Solutoris (archives de la Drôme, E 582) ;
- 1549 : mention de la paroisse : cura Sancti Salvatoris (rôle de décimes) ;
- 1765 : Samson (Aff. du Dauphiné) ;
- 1788 : Rochefort et Samson (Alman. du Dauphiné) ;
- 1891 : Rochefort-Samson, commune du canton de Bourg-de-Péage.

## Histoire

### Du Moyen Âge à la Révolution
La seigneurie :
- Au point de vue féodal, la terre (ou seigneurie) était du fief des comtes de Valentinois. Son étendue était la même que celle de la communauté.
- Début XIIIe siècle : possession des Peloux (ou du Peloux).
- 1325 : elle passe (par mariage) aux Beaumont.
- 1443 : la terre est réunie au domaine des dauphins.
- 1467 : elle est engagée aux Poitiers-Saint-Vallier.
- 1473 : elle est engagée aux Saint-Priest.
- 1536 : elle est vendue aux Sauvain du Cheylard.
- 1573 : elle passe aux Bocsozel.
- Elle passe aux Manteau.
- Vers 1598 : passe aux Lattier.
- Vers 1623 : passe au président Frère qui acquiert certains droits des Beaumont que ces derniers prétendaient toujours avoir.
- 1739 : possession des Michel du Sozey de la Croix, derniers seigneurs.

1789 (démographie) : 258 chefs de famille.
Avant 1790, Rochefort-Samson était une communauté de l'élection et subdélégation de Valence et de la sénéchaussée de Crest.

Elle formait (comme la commune de 1891) deux paroisses du diocèse de Valence : Rochefort-Samson et Saint-Mamans. La paroisse de Rochefort-Samson en particulier avait son église sous le vocable de Saint-Sauveur et de Saint-Blaise, et ses dîmes appartenaient au chapitre de Romans, qui présentait a la cure (voir Saint-Mamans).

#### Rochefort
Dictionnaire topographique du département de la Drôme :
- 1192 : Rochifort (cartulaire de Léoncel, 48).
- 1195 : Rochafort (cartulaire de Léoncel, 58).
- 1293 : Rochiforteys (cartulaire de Léoncel, 268).
- 1314 : bastida de Rochifort (inventaire des dauphins, 54).
- 1324 : castrum Ruppis Fortis (choix de documents, 82).
- 1391 : Rochefort en Valantinois (choix de documents, 213).
- 1394 : Rochefort le Vieil (inventaire de la chambre des comptes).
- 1407 : Rocheforchieys (archives de la Drôme, E 5482).
- 1891 : Rochefort, château ruiné et quartier de la commune de Rochefort-Samson.

Ancien chef-lieu féodal du territoire qui a formé la commune de Rochefort-Samson/ Le château fut démoli en 1575.

#### Saint-Mamans
Dictionnaire topographique du département de la Drôme :
- 1196 : ecclesia Sancti Mamatis (cartulaire de Romans, 371).
- 1293 : ecclesia Sancti Mammetis (cartulaire de Léoncel, 269).
- XIVe siècle : capella Sancti Mameti (pouillé de Valence).
- 1383 : mention du mandement : mandamentum Sancti Mamani (Brizard, II, 11).
- 1424 : Sainct Mamas (inventaire de la chambre des comptes).
- XVe siècle : cura Sancti Mamati (inventaire de la chambre des comptes).
- 1549 : cura Sancti Mamatii (rôle de décimes).
- 1777 : Saint Mament (Aff. du Dauphiné).
- 1891 : Saint-Mamans, village et paroisse de la commune de Rochefort-Samson.

Avant 1790, Saint-Mamans était une paroisse du diocèse de Valence et de la communauté de Rochefort-Samson, dont les dîmes appartenaient au chapitre de Romans qui présentait à la cure.

### De la Révolution à nos jours
En 1790, Rochefort-Samson devient le chef-lieu d'un canton du district de Valence, comprenant les municipalités de Bouvante, Oriol-en-Royans, Rochefort-Samson et Saint-Martin-le-Colonel.

La réorganisation de l'an VIII (1799-1800) en fait une simple commune du canton de Bourg-de-Péage.
Dans les années 1970, la petite commune, sous l'impulsion de son maire de l'époque, monsieur Didier, a eu son heure de gloire lorsque furent organisées les « 24 heures cyclistes de Rochefort Samson », une course de relais amateur : Jean-Claude Bourret, présentateur de TF1, fit la promotion de l'évènement à l'antenne. Coluche et Léon Zitrone vinrent à Rochefort-Samson. Jean-Claude Bourret eut même une avenue à son nom, en signe de reconnaissance de la commune[réf. nécessaire].

## Politique et administration

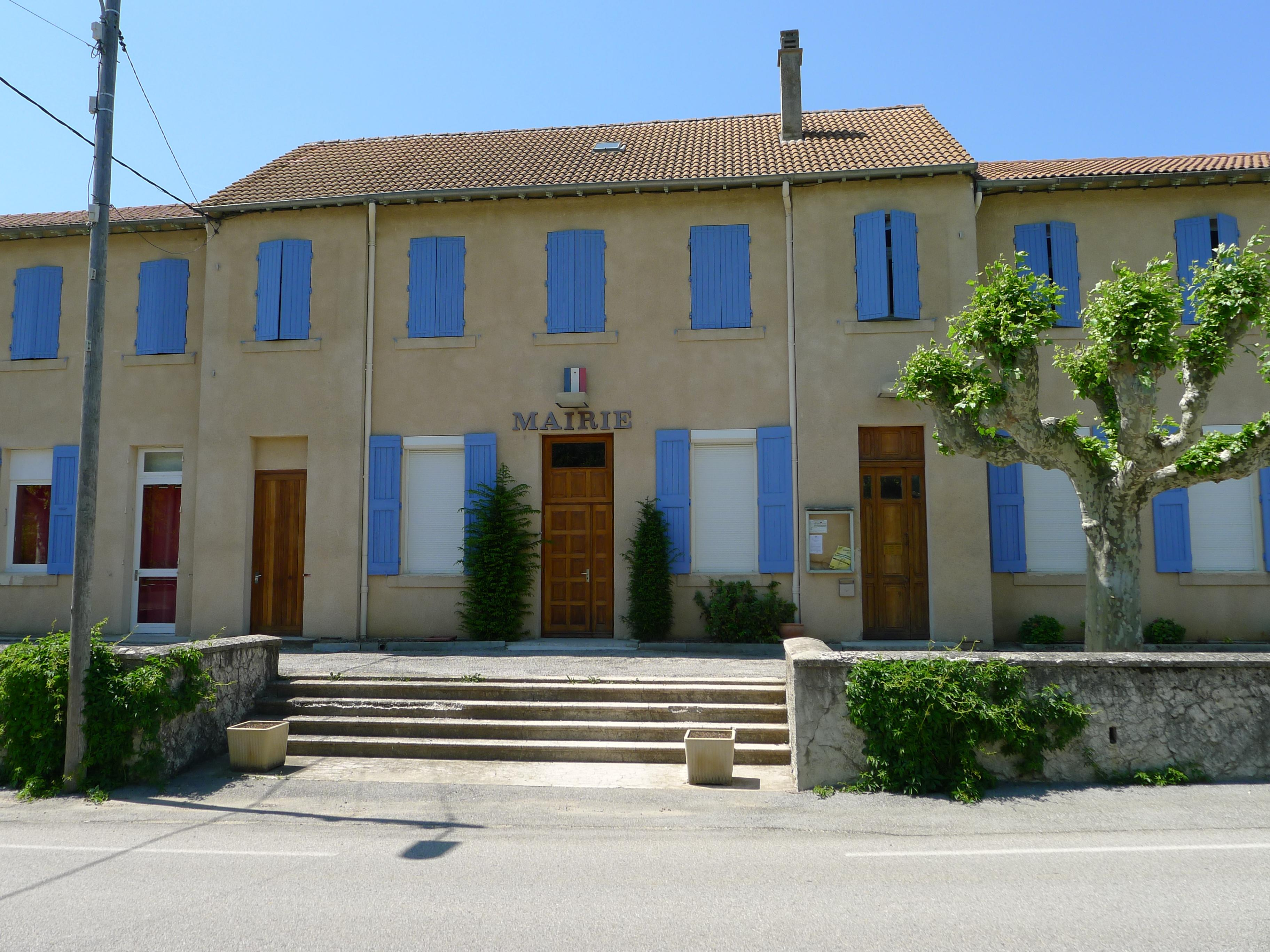
La mairie.

### Tendance politique et résultats
Récapitulatif de résultats électoraux récents
| Européennes 2014     | FN             | 25,63 | UMP              | 18,34 | EELV                   | 16,83                  | UDG                    | 10,3                   | Tour unique    | Tour unique    | Tour unique    | Tour unique    | Tour unique    | Tour unique    |
| Régionales 2015      | LR             | 27,67 | FN               | 26,46 | PS                     | 24,03                  | EELV                   | 11,41                  | PS             | 38,45          | LR             | 36;34          | FN             | 25;21          |
| Présidentielle 2017  | LFI            | 25,31 | FN               | 22,66 | LREM                   | 19,38                  | LR                     | 17,66                  | LREM           | 59,77          | FN             | 40,23          | Pas de 3e      | Pas de 3e      |
| Législatives 2017    | LREM           | 25,98 | LR               | 22,53 | FN                     | 15,4                   | LFI                    | 15,17                  | LR             | 54,6           | LREM           | 45,4           | Pas de 3e      | Pas de 3e      |
| Européennes 2019     | RN             | 20,31 | EELV             | 18,53 | LREM                   | 15,18                  | LR                     | 12,50                  | Tour unique    | Tour unique    | Tour unique    | Tour unique    | Tour unique    | Tour unique    |
| Municipales 2020     | Daniel Clément | 59,45 | Gilles Passuello | 45,45 | Pas d'autres candidats | Pas d'autres candidats | Pas d'autres candidats | Pas d'autres candidats | Pas de 2e tour | Pas de 2e tour | Pas de 2e tour | Pas de 2e tour | Pas de 2e tour | Pas de 2e tour |
| Régionales 2021      | LR             | 38,61 | EELV             | 20,97 | RN                     | 13,07                  | UG                     | 9,73                   | LR             | 49,84          | EELV           | 35,11          | RN             | 15,05          |
| Départementales 2021 | CENTRE DROITE  | 46,11 | UGE              | 23,66 | CENTRE GAUCHE          | 15,27                  | DVD                    | 14,97                  | CENTRE DROITE  | 62,09          | UGE            | 37,91          | Pas de 3e      | Pas de 3e      |
| Présidentielle 2022  |                |       |                  |       |                        |                        |                        |                        |                |                |                |                | Pas de 3e      | Pas de 3e      |

### Administration municipale
À la suite des élections municipales de 2020, la composition du conseil municipal de Rochefort-Samson est la suivante :
| Fonction                                                         | Prénom/NOM               |
| ---------------------------------------------------------------- | ------------------------ |
| Maire de Rochefort-Samson                                        | Danielle Clément         |
| Premier adjoint aux finances, à la voirie et patrimoine communal | Cyrille Fontanez         |
| Adjoint à la vie scolaire, jeunesse et citoyenneté               | Florane Diakite          |
| Adjoint à l'urbanisme                                            | Anthony Diapalo          |
| Conseillère déléguée aux associations, fêtes et cérémonies       | Elodie Barret            |
| Conseillère déléguée à la communication                          | Céline Mottet            |
| Conseiller délégué à la culture et au sport                      | Gilles Benokba           |
| Conseiller délégué à l'environnement et la biodiversité          | Yannick Durand           |
| Conseillère déléguée à la vie sociale et cellule de crise.       | Martine Cascales         |
| Conseillère municipale                                           | Anick Robin              |
| Conseillère municipale                                           | Chantal Combet           |
| Conseiller municipal                                             | Guillaume Frandon Mottet |
| Conseiller municipal                                             | Christophe Chaloin       |

### Liste des maires
| Période                                                                      | Période                    | Identité                              | Étiquette | Qualité               |
| ---------------------------------------------------------------------------- | -------------------------- | ------------------------------------- | --------- | --------------------- |
| Les données manquantes sont à compléter. : de la Révolution au Second Empire |                            |                                       |           |                       |
| 1790                                                                         | 1871                       | ?                                     |           |                       |
| Les données manquantes sont à compléter. : depuis la fin du Second Empire    |                            |                                       |           |                       |
| 1871                                                                         | 1874                       | ?                                     |           |                       |
| 1874                                                                         | 1878                       | ?                                     |           |                       |
| 1878                                                                         | 1884                       | ?                                     |           |                       |
| 1884                                                                         | 1888                       | ?                                     |           |                       |
| 1888                                                                         | 1892                       | ?                                     |           |                       |
| 1892                                                                         | 1896                       | ?                                     |           |                       |
| 1896                                                                         | 1900                       | ?                                     |           |                       |
| 1900                                                                         | 1904                       | ?                                     |           |                       |
| 1904                                                                         | 1908                       | ?                                     |           |                       |
| 1908                                                                         | 1912                       | ?                                     |           |                       |
| 1912                                                                         | 1919                       | ?                                     |           |                       |
| 1919                                                                         | 1925                       | ?                                     |           |                       |
| 1925                                                                         | 1929                       | ?                                     |           |                       |
| 1929                                                                         | 1935                       | ?                                     |           |                       |
| 1935                                                                         | 1945                       | ?                                     |           |                       |
| 1945                                                                         | 1947                       | ?                                     |           |                       |
| 1947                                                                         | 1953                       | Jean Emile Vivion                     |           |                       |
| 1953                                                                         | 1959                       | Jean Emile Vivion                     |           | maire sortant         |
| 1959                                                                         | 1965                       | Jean Emile Vivion                     |           | maire sortant         |
| 1965                                                                         | 1971                       | ?                                     |           |                       |
| 1971                                                                         | 1977                       | Maurice Didier                        |           |                       |
| 1977                                                                         | 1983                       | Maurice Didier                        |           | maire sortant         |
| 1983                                                                         | 1989                       | Jean-Pierre Béranger                  |           |                       |
| 1989                                                                         | 1995                       | ?                                     |           |                       |
| 1995                                                                         | 2001                       | ?                                     |           |                       |
| 2001                                                                         | 2008                       | Gérard Piqués                         |           |                       |
| 2008                                                                         | 2014                       | Jean-Pierre Béranger                  |           |                       |
| 2014                                                                         | 2020                       | Gilles Passuello                      |           | fonctionnaire         |
| 2020                                                                         | En cours (au 22 mars 2022) | Danielle Clément[source insuffisante] | DVD       | assistante maternelle |

### Politique environnementale
La commune dispose d'une station d'épuration des eaux (à Saint-Mamans).

### Jumelages
Aucun jumelage.

## Population et société

### Démographie
L'évolution du nombre d'habitants est connue à travers les recensements de la population effectués dans la commune depuis 1793. Pour les communes de moins de 10 000 habitants, une enquête de recensement portant sur toute la population est réalisée tous les cinq ans, les populations de référence des années intermédiaires étant quant à elles estimées par interpolation ou extrapolation. Pour la commune, le premier recensement exhaustif entrant dans le cadre du nouveau dispositif a été réalisé en 2007.

En 2022, la commune comptait 1 061 habitants, en évolution de +6,1 % par rapport à 2016 (Drôme : +2,64 %, France hors Mayotte : +2,11 %).
| 1793 | 1800  | 1806  | 1821  | 1831  | 1836  | 1841  | 1846  | 1851  |
| ---- | ----- | ----- | ----- | ----- | ----- | ----- | ----- | ----- |
| 899  | 1 023 | 1 083 | 1 037 | 1 089 | 1 032 | 1 073 | 1 125 | 1 094 |

| 1856  | 1861  | 1866  | 1872  | 1876  | 1881  | 1886 | 1891 | 1896 |
| ----- | ----- | ----- | ----- | ----- | ----- | ---- | ---- | ---- |
| 1 102 | 1 094 | 1 060 | 1 036 | 1 046 | 1 018 | 992  | 865  | 863  |

| 1901 | 1906 | 1911 | 1921 | 1926 | 1931 | 1936 | 1946 | 1954 |
| ---- | ---- | ---- | ---- | ---- | ---- | ---- | ---- | ---- |
| 812  | 768  | 792  | 655  | 623  | 536  | 527  | 511  | 504  |

| 1962 | 1968 | 1975 | 1982 | 1990 | 1999 | 2006 | 2007 | 2012 |
| ---- | ---- | ---- | ---- | ---- | ---- | ---- | ---- | ---- |
| 499  | 455  | 432  | 539  | 744  | 762  | 909  | 930  | 980  |

| 2017  | 2022  | - | - | - | - | - | - | - |
| ----- | ----- | - | - | - | - | - | - | - |
| 1 007 | 1 061 | - | - | - | - | - | - | - |

### Services et équipements
- Bibliothèque de Rochefort-Samson.

### Enseignement
Rochefort-Samson relève de l'académie de Grenoble.

### Manifestations culturelles et festivités
- Le premier dimanche de février : Saint-Blaise.

La fête des laboureurs, à la Saint-Blaise, se déroule chaque année le premier week-end de février. On y déguste le foudjou, un fromage fort (Drôme et Ardèche) fabriqué à partir de lait de chèvre, tartiné sur de petits toasts, le tout accompagné d'un petit verre de vin blanc et d'une bugne.[réf. nécessaire].
- Le 3e samedi de septembre : manifestation des Rencontres de La Combe.

### Loisirs
- Chasse. La commune dispose d'une association : Association Communale de Chasse Agréée (ACCA) de Rochefort-Samson[réf. nécessaire].

Au quartier des Blaches, il est régulièrement organisé des lâchers de gibiers volants et semi-volants tels que les alouettes, perdrix, canards[réf. nécessaire].
- Randonnées : PR, GRP du Tour des Monts du Matin[1].

### Sports
- Equitation[réf. nécessaire].

La commune dispose d'une association : Union Sportive Samsonnaise.

### Cultes
La commune relève de la paroisse Saint-Pierre-des-Monts-du-Matin[réf. nécessaire].

## Économie
En 1992 : céréales, pâturages, élevage.
La commune possède plusieurs carrières qui ne sont plus en activité[réf. nécessaire].

### Tourisme
La commune dispose d'un camping et d'un gîte

## Culture locale et patrimoine

### Lieux et monuments
- Château ruiné de Rochefort XIe et XIIe siècles (table d'orientation)[réf. nécessaire].
- Vestiges de fortifications[2].
- Église Saint-Blaise de Rochefort-Samson.
- Église Saint-Mamans de Saint-Mamans.
- Maisons anciennes[2].
- Fermes fortes[2].
- Chapelle[2].
- Imposante église du XIXe siècle[2]. Il n'a pas de clocher.

### Patrimoine culturel

#### Associations
La commune dispose de plusieurs associations[réf. nécessaire] :
- Amicale laïque des Écoles ;
- Atelier pictural de la Guillardière ;
- Comité de Défense de l'Environnement de Rochefort-Samson et Saint-Mamans (CDERSSM) ;
- Comité des Fêtes ;
- Les Amis du Bel Age ;
- Rochefort Patrimoine ;
- L'ACCA.

### Patrimoine naturel
- Grotte des Ussets[1],[2].
- Diversité importante d'orchidée sauvage.

### Héraldique, logotype et devise
|  | Rochefort-Samson possède des armoiries dont l'origine et le blasonnement exact ne sont pas disponibles. |